# Thomomys bulbivorus
Thomomys bulbivorus є гризуном, найбільшим представником роду Thomomys родини Geomyidae. Вперше описаний у 1829 році, він є ендеміком долини Вілламетт на північному заході Орегону в США. Травоїдний гофер живиться рослинним матеріалом, який він збирає у великі зовнішні защічні мішки, укриті хутром. Надлишки їжі накопичуються в розгалуженій системі тунелів. Шерсть від тьмяно-коричневого до свинцево-сірого кольору змінює колір і структуру протягом року. Характерно великі, виступаючі різці ссавця добре пристосовані для використання в будівництві тунелів, особливо на твердих глинистих ґрунтах долини Вілламет. Гофери видають стукотливі звуки зубами; самці й самиці видають муркотіння (або наспівування), коли вони разом, а молодняк видає щебетання. Народжені беззубими, сліпими та безволосими дитинчата швидко ростуть, перш ніж їх відлучають від грудей приблизно у віці шести тижнів.

## Морфологічна характеристика
Це найбільші тварини свого роду. Їхній зовнішній вигляд дуже різниться не тільки за віком, статтю та сезоном. Колір хутра на спині може коливатися від дуже темно-коричневого до світло-рудувато-коричневого. Нижня сторона свинцевого кольору, за винятком білої плями неправильної форми на шиї. Шерсть змінюється залежно від пори року: взимку вона довга й пухнаста, а влітку коротка й груба. У них маленькі слабкі очі, маленькі вуха, короткі ноги, потужні плечі, тонкі стегна та майже голий хвіст, довжина якого може становити від 40 до 95 міліметрів. Вони мають пухнасті защічні мішечки і досягають загальної довжини від 228,6 до 330,2 міліметрів і середньої ваги 633 грами. Кігті на передніх лапах довші, ніж на задніх. Їх передні кігті найменші в роду і відносно слабкі. Замість цього вони використовують свої великі різці, схожі на долото, щоб копати землю. І верхні, і нижні різці мають білий кінчик через стирання жовтої поверхні емалі і досить вузькі. Різці виступають вперед, а губи змикаються за ними. На центральному краї кожного різця відсутня борозенка, яка є в інших представників роду. 